# Ophryophorus ramiferus
Ophryophorus ramiferus är en tvåvingeart som beskrevs av Freeman 1959. Ophryophorus ramiferus ingår i släktet Ophryophorus och familjen fjädermyggor. Inga underarter finns listade i Catalogue of Life.